# CONXSIÓN
CONXSIÓN es el decimosegundo álbum (undécimo de estudio) del cantante y rapero cristiano Alex Zurdo, el cual se presentó el 26 de mayo de 2023 por su sello AZ Music.
El álbum se caracteriza por el estilo urbano de Alex Zurdo, con variedad de ritmos entre reguetón, trap, hip hop, electrónica. Asimismo el 26 de mayo de 2023, el álbum se presentó junto al sencillo «Bienvenido a bordo» junto al cantante urbano puertorriqueño Indiomar.
Se desprende del mismo, el sencillo «Guarda tu corazón», el cual es una dedicatoria a su hija Sophia Grace. Cuenta con las participaciones de Christian Ponce, Gabriel EMC y Ander Bock entre otros.

## Lista de canciones
| N.º | Título                                       | Productor (es)                     | Duración |  |
| 1.  | «Conxsión»                                   | Natax Beat                         | 3:28     |  |
| 2.  | «Fluye»                                      | Natax Beat                         | 2:50     |  |
| 3.  | «Lo que se va» (con Gabriel EMC)             | Obrinn                             | 4:13     |  |
| 4.  | «Guarda tu corazón»                          | Obrinn                             | 3:57     |  |
| 5.  | «A mi favor»                                 | Barajas, Kaldtronik                | 3:31     |  |
| 6.  | «Bienvenido a bordo» (con Indiomar)          | Barajas, Kaldtronik                | 3:14     |  |
| 7.  | «Sálvame de mí»                              | EFKTO                              | 2:58     |  |
| 8.  | «No falla» (con Pauneto, Borrero y Lexander) | Barajas, Kaldtronik                | 4:33     |  |
| 9.  | «La vuelta» (con Brayan Booz y Mireyli Rosa) | Cardec Drums                       | 3:45     |  |
| 10. | «No veo pero creo»                           | Obrinn                             | 3:34     |  |
| 11. | «Ya gané» (con Ander Bock y Mr. Yeison)      | Barajas, Kaldtronik                | 4:01     |  |
| 12. | «Viral» (con Christian Ponce)                | Barajas, Kaldtronik                | 4:14     |  |
| 13. | «Porto su luz»                               | Barajas, Kaldtronik                | 3:53     |  |
| 14. | «Tiempo»                                     | Barajas, Kaldtronik                | 4:21     |  |
| 15. | «Gracias»                                    | EFKTO, Beats by Nath, Dexter Music | 4:08     |  |
| 16. | «Quédate»                                    | Christian López                    | 3:22     |  |

## Remixes
| N.º | Título                                           | Productor (es) | Duración |  |
| 1.  | «Lo que se va (Mambo Versión)» (con Gabriel EMC) | Obrinn         | 4:20     |  |